# Louise Kassis
Pour les articles homonymes, voir Kassis.
Louise Kassis, née le 26 décembre 1924 à Alger (Algérie) et morte le 16 mars 1991 à Bagnolet, est une des fondatrices de l'odontologie moderne, au niveau de la prothèse conjointe.

## Biographie
Louise Kassis est née le 26 décembre 1924 à Alger (Algérie). Elle est la fille de Maklouf Kassis et de Clémentine Kassis. Maklouf Kassis est né le 26 avril 1903 à Lamoricière, aujourd'hui Ouled Mimoun, une commune du département d'Oran en Algérie. Clémentine Kassis (née Djaoui) est née le 23 novembre 1902 à Tunis. Sa sœur, Hughette Kassis est née le 3 mai 1926 à Alger.  

### Paris
En 1928, la famille s'installe à Paris.

### Seconde Guerre mondiale
En 1939, elle est en primaire supérieure à Pantin. Sa famille s'installe en 1940 dans le Berry, puis à Marseille, où Louise reprend ses études. La famille vit dans le quartier de la Blancarde, durant trois ans et demi.
À la suite d'une dénonciation par la propriétaire du salon de coiffure, la famille Kassis est arrêtée à en mars 1944 puis incarcérée durant dix jours à la prison des Baumettes et ensuite transférée par train à Drancy où elle reste environ quinze jours.
Le 13 avril 1944, ils sont envoyés vers le camp de concentration d'Auschwitz-Birkenau où ils arrivent le 15 avril, par le convoi numéro 71. Leur dernière adresse est au 15, boulevard Freyssinet à Marseille.
Ses parents, sa sœur et elle survivent tous à la déportation et sont de retour en France en juin 1945. Louise passe son baccalauréat et est diplômée de la faculté de médecine de Paris en 1949.

### Activités professionnelles
Elle devient attachée universitaire à l'école dentaire de Garancière, Paris-Diderot. Elle est professeur à l'université à René Descartes Paris V de 1969 à 1989. En 1974, elle crée le centre de soins dentaires de l’hôpital Charles Foix, à Ivry-sur-seine. En 1975, elle obtient son doctorat de troisième cycle, avec une thèse intitulée Contribution à l'étude morphologique et histologique de deux types de limites cervicales destinées à la prothèse conjointe, sous la direction de Pierre Cernéa.

## Distinctions
- Chevalière de l'ordre national du Mérite
- Amphithéâtre Louise Kassis à l'hôpital Charles-Foix, inauguré en 2013